# Ochotona muliensis
Ochotona muliensis är en däggdjursart som beskrevs av Pen och Feng 1962. Ochotona muliensis ingår i släktet Ochotona och familjen pipharar. IUCN kategoriserar arten globalt som otillräckligt studerad. Inga underarter finns listade.
Denna piphare förekommer i ett 3600 meter högt bergsområde i den kinesiska provinsen Sichuan och arten har fått sitt namn från orten Muli i Sichuan. Habitatet utgörs av stäpper och buskmarker. Arten är cirka 22 cm lång och livnär sig främst av växtdelar.
Arten har i princip samma utseende som Ochotona gloveri. Skillnader förekommer vid huvudet där rödbruna hår är inblandade i pälsen. Öronens baksida har en kastanjebrun eller orangegul färg. Ochotona muliensis har även smalare näsborrar än Ochotona gloveri.